# Pável Eliánov
Pável Vladímirovich Eliánov (en ruso: Павел Владимирович Эльянов; en ucraniano: Павло Єльянов Pavló Yeliánov; nacido en Ucrania en 1983) es un Gran Maestro Internacional de ajedrez ucraniano.
Tiene en abril de 2007 una puntuación Elo de 2686, el número 26 en el mundo y número 3 en Ucrania, tras Ivanchuk y Ponomariov.
En 2005, Pável Eliánov venció en la XIV edición del Open Internacional de Ajedrez Villa de Benasque, del 3 al 11 de julio.
Eliánov es un consumado ajedrecista a ritmo de blitz, como demuestra su rápida clasificación el 17 de marzo de 2006, para el Torneo de Ajedrez por Internet «Ciudad de Dos Hermanas» (España), celebrado del 17 al 25 de marzo de 2006, en la plataforma en línea de ajedrez chessclub.com.
En enero de 2007, ganó el torneo B del Torneo Corus de ajedrez, logrando 9 puntos de 13 posibles, por delante de Sargissian (2º), Bu Xiangzhi (3º), Yakovenko (4º), hasta 14 jugadores.